# Copiula pipiens
Copiula pipiens är en groddjursart som beskrevs av Burton och John Ellerton Stocks 1986. Copiula pipiens ingår i släktet Copiula och familjen Microhylidae. IUCN kategoriserar arten globalt som otillräckligt studerad. Inga underarter finns listade i Catalogue of Life.